# MAN

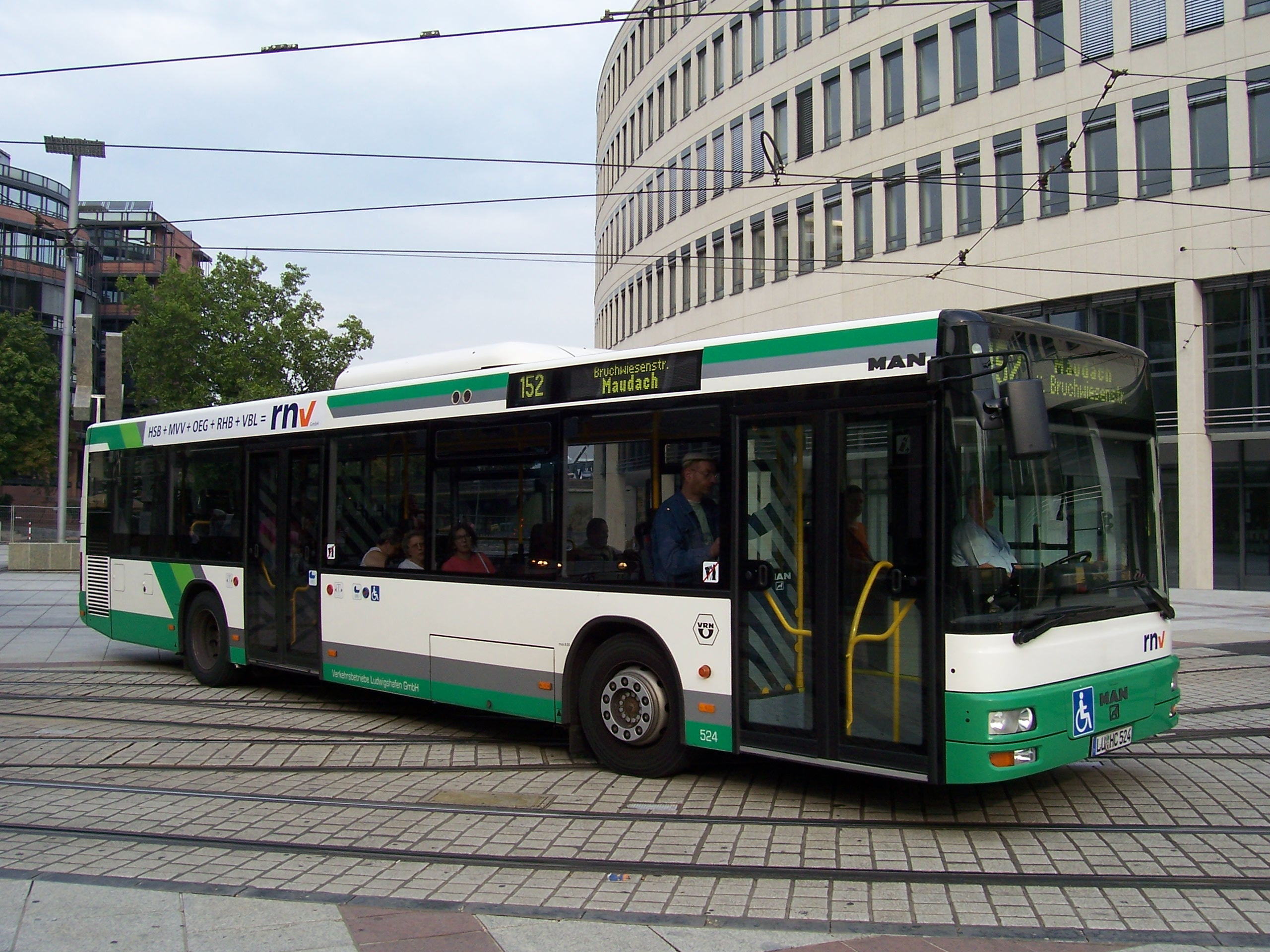
Autobus MAN A21/NL 263

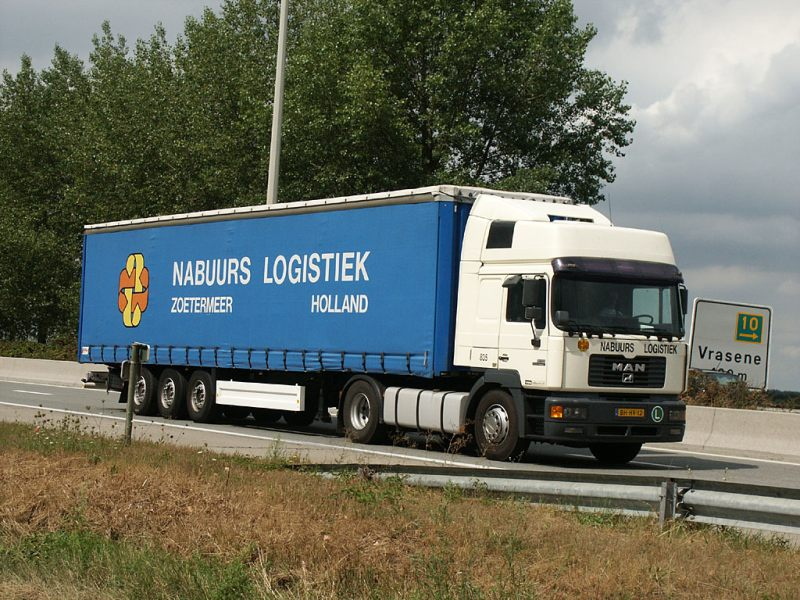
MAN F2000

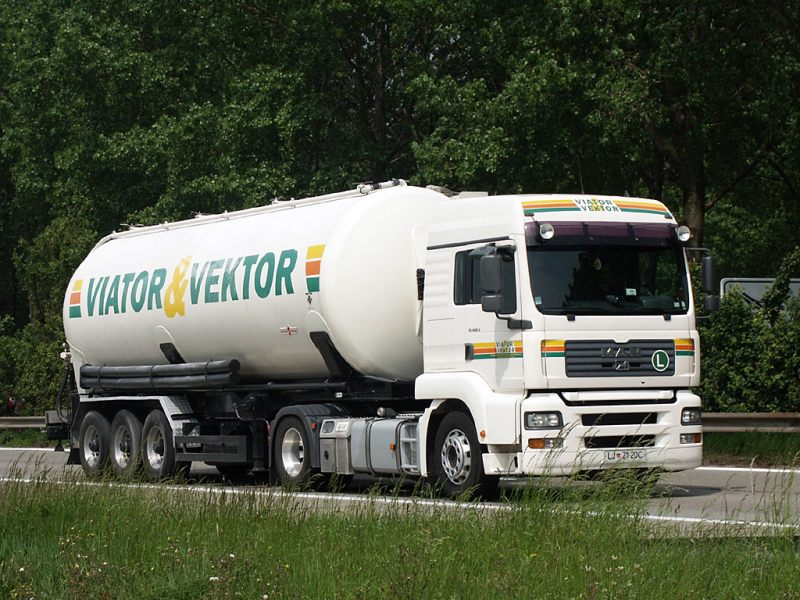
MAN TGA w 2004 roku

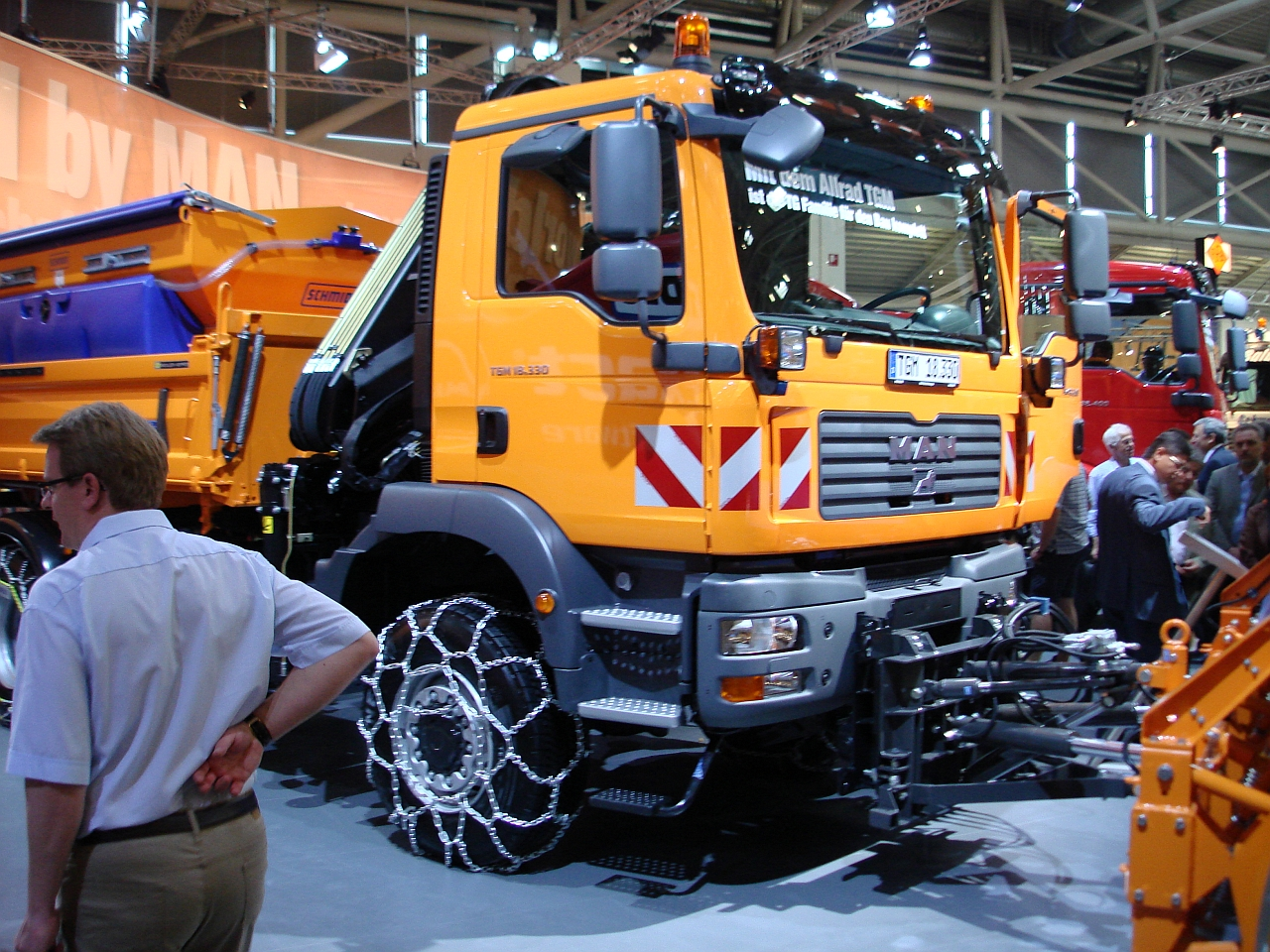
MAN TGM w 2007 roku

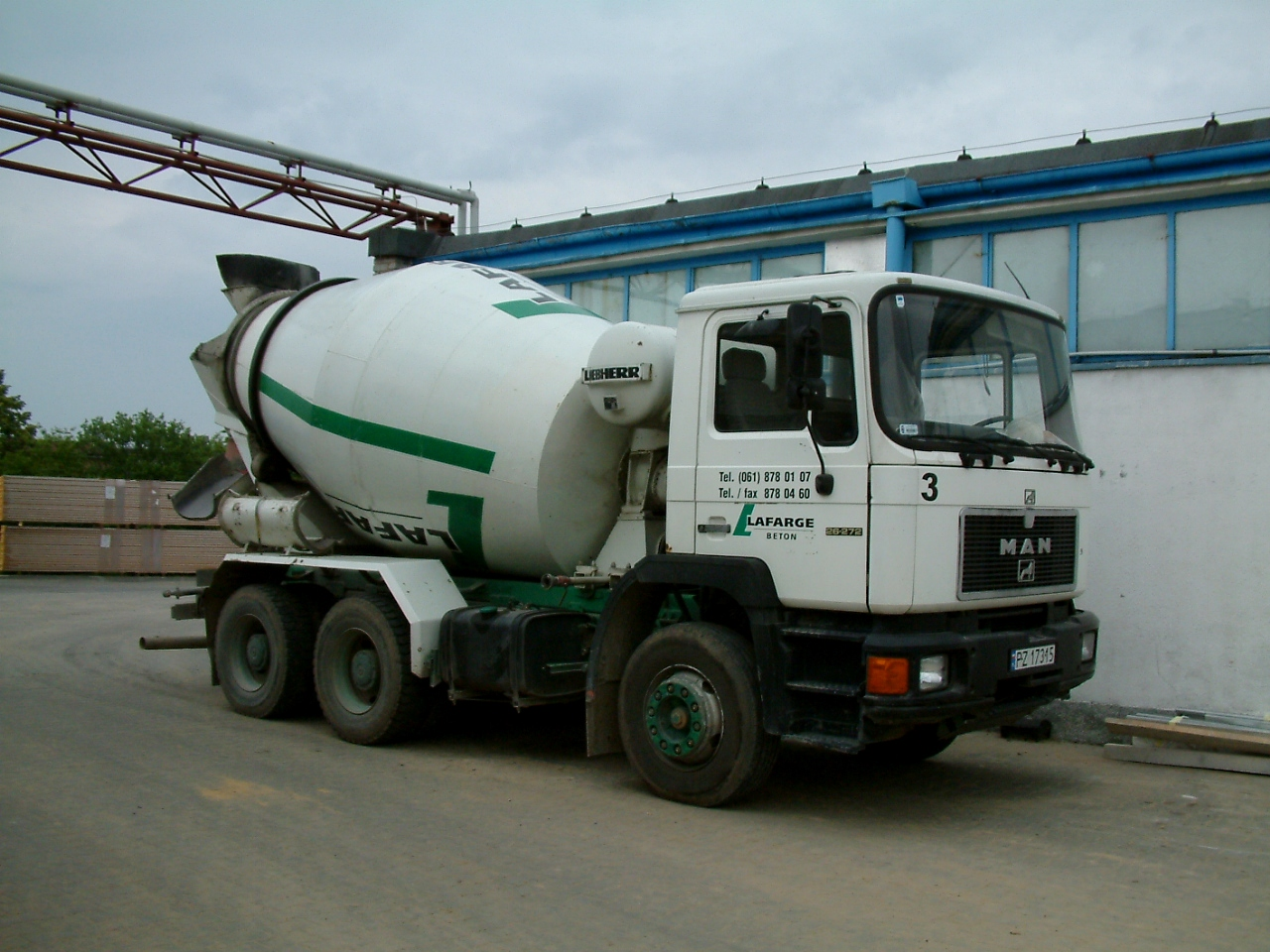
Betonomieszarka marki Liebherr na podwoziu MAN

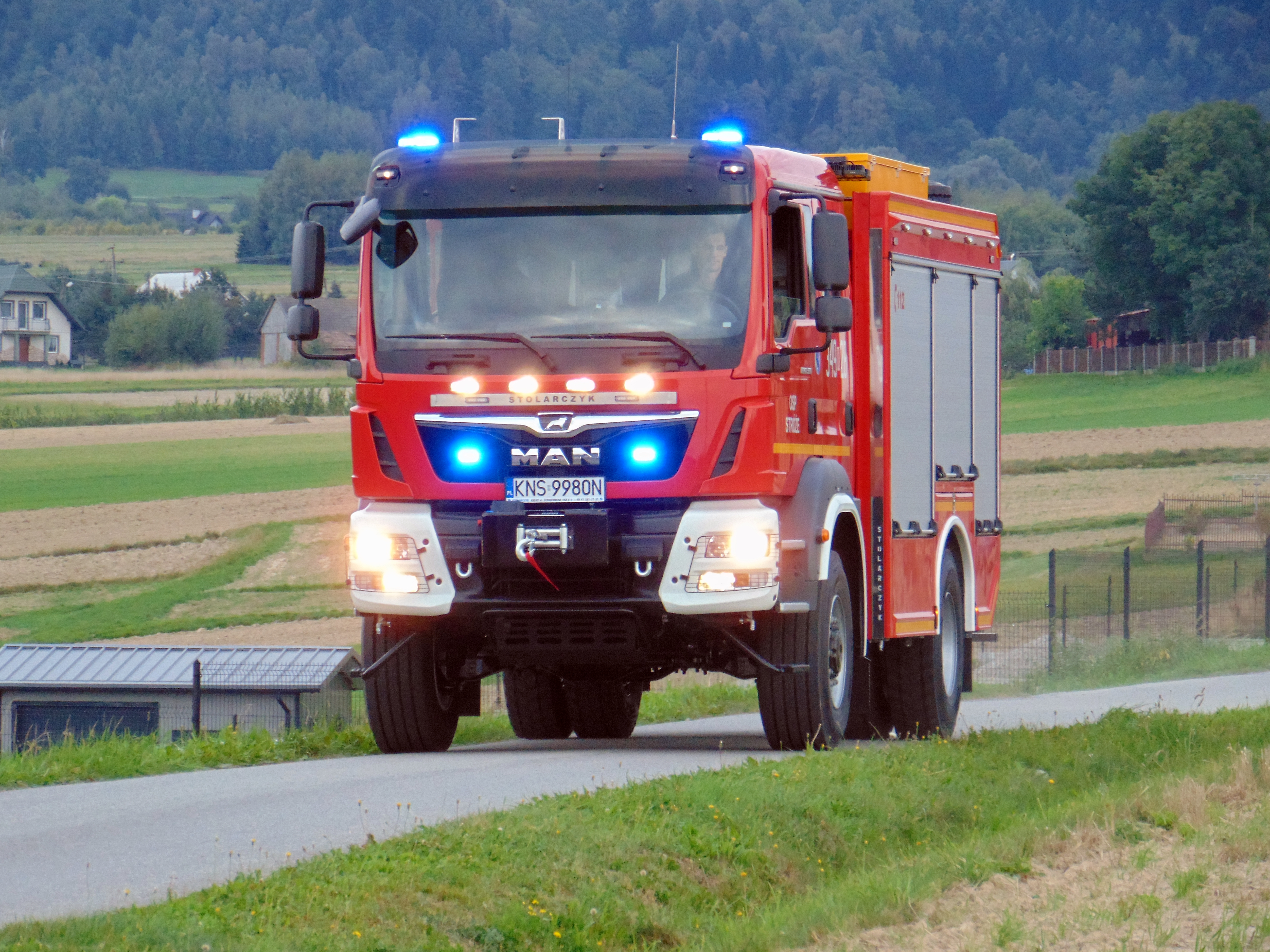
Samochód pożarniczy, MAN TGM 18.320

MAN SE (od Maschinenfabrik Augsburg-Nürnberg) – byłe przedsiębiorstwo z siedzibą w Monachium. Jedno z ważniejszych przedsiębiorstw produkujących samochody ciężarowe, autobusy, samochody dostawcze, silniki oraz urządzenia przemysłowe. Koncern MAN SE zatrudniał na całym świecie 55 030 pracowników w ponad 180 państwach (2015), a jego roczne obroty wynosiły w roku 2015 ok. 13,7 miliarda euro.
Spółka notowana była na Deutsche Börse.

## Historia
Koncern MAN był najstarszą spółką notowaną na niemieckiej giełdzie. W 1758 r. w Oberhausen powstała Huta św. Antoniego, która wkrótce potem rozpoczęła produkcję maszyn. W 1873 r. koncern przybrał nazwę GHH Gutehoffnungshütte. W 1921 r. GHH kupiła większość udziałów w spółce MAN.
Wynalazca silnika wysokoprężnego Rudolf Diesel w 1893 roku zawarł umowę z fabryką maszyn w Augsburgu. Rok później powstał prototyp, który doskonalono przez kilka kolejnych lat. Pierwsze silniki stosowano do napędu urządzeń produkcyjnych w przemyśle. Aby zwiększyć produkcję, doszło do połączenia „Towarzystwa Budowy Maszyn w Norymberdze” z „Fabryką Maszyn w Augsburgu”. Powstała spółka Maschinenfabrik Augsburg-Nürnberg (w skrócie MAN), w formie spółki akcyjnej (niemiecki skrót AG). Jako pierwsza na świecie (od 1897 r.) produkowała ona silniki Diesla (o mocy od 20 KM wzwyż). Największe silniki napędzały okręty wojenne, np. pancernik „Prinzregent Luitpold”. W 1922 roku firma Bosch opracowała i zaczęła produkować pompę wtryskową do silnika Diesla. W 1923 roku powstała pierwsza ciężarówka marki MAN napędzana silnikiem Diesla. Produkcję seryjną uruchomiono w 1925 roku. W latach 20. i 30. licencje na produkcję silników Diesla kupiło wielu producentów samochodów. Po II wojnie światowej czyniły to również przedsiębiorstwa z krajów socjalistycznych.
Koncern MAN przejął kilka przedsiębiorstw produkujących pojazdy użytkowe: w 1971 roku spółkę Büssing oraz spółkę „ÖAF-Gräf & Stift AG” (powstałą ze spółek „Österreichische Automobil Fabriks-AG” (ÖAF) i „Gräf & Stift”), w 1989 roku część austriackiej spółki Steyr-Daimler-Puch zajmującą się produkcją ciężarówek marki Steyr, w 1999 roku Zakłady Starachowickie „STAR” SA ze Starachowic, a w 2001 roku specjalizującą się w produkcji autobusów spółkę Gottlob Auwärter GmbH & Co. KG, którą przekształcił w „Neoplan Bus GmbH”. Austriacka spółka zależna koncernu nosi obecnie nazwę „MAN Nutzfahrzeuge Österreich AG”.
W Indiach działa spółka j.v. z Force Motors, w której produkowane są ciężarówki „CargoLine”. Wiele elementów konstrukcyjnych tego modelu, w tym kabiny, zapożyczono od serii L2000. Modele „CargoLine” są sprzedawane pod marką Force bądź MAN, na eksport jedynie jako MAN.

1 stycznia 2009 MAN AG przejął od Volkswagen AG spółkę Volkswagen Caminhōes e Ônibus (zwaną też Volkswagen Truck & Bus) z siedzibą w Resende w Brazylii. Jest ona czołowym producentem ciężarówek i podwozi autobusowych w Ameryce Południowej z roczną produkcją na poziomie ponad 50 tys. sztuk.
Od maja 2009 przedsiębiorstwo działało w formie spółki europejskiej MAN SE.
27 czerwca 2011 roku Komisja Europejska zatwierdziła wniosek Volkswagen AG w sprawie przejęcia MAN. Volkswagen posiadał 56% akcji MAN. W 2012 roku Volkswagen AG objął 75,03% głosów wspólników w MAN SE.

## MAN w Polsce

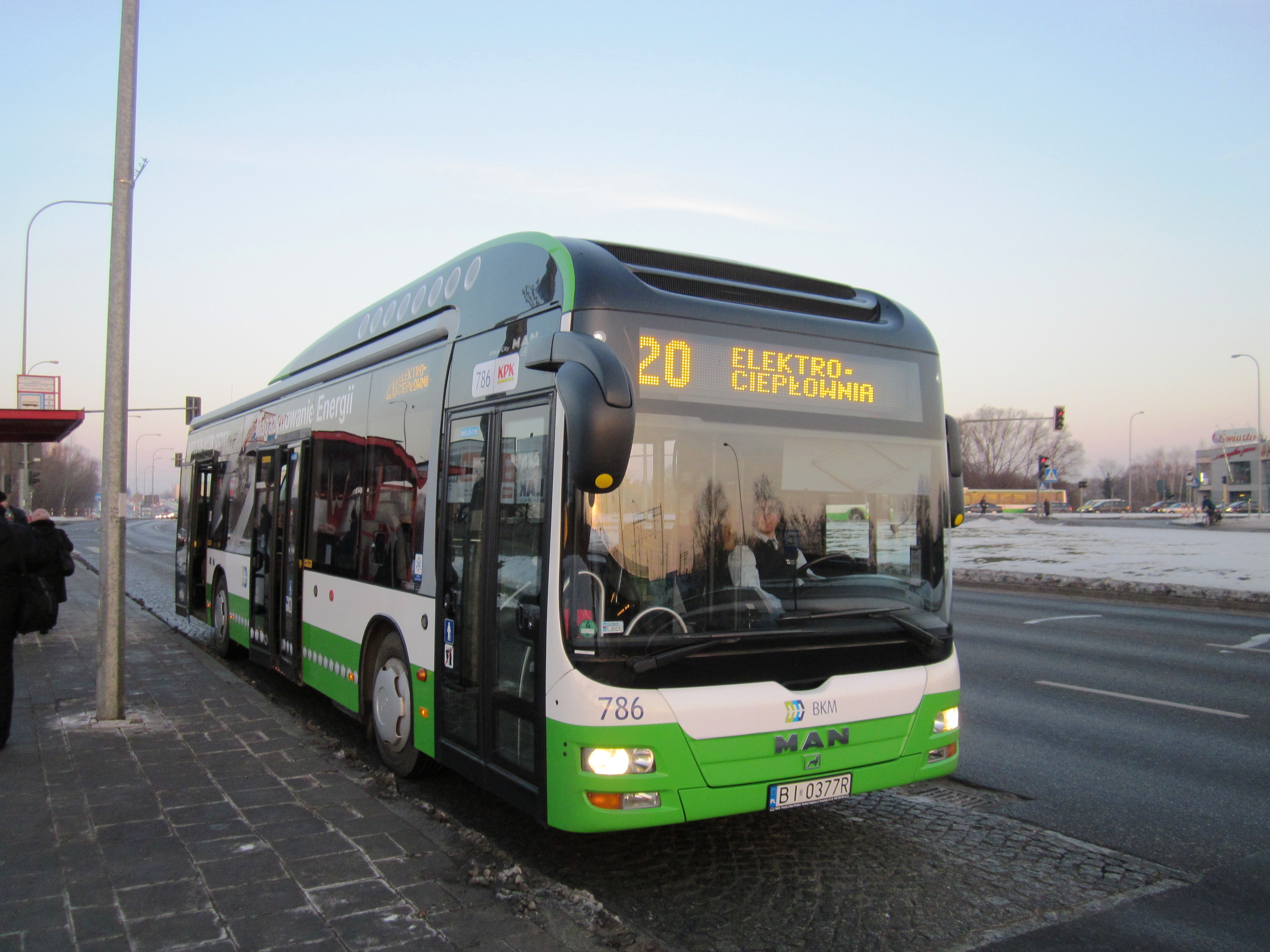
Autobus MAN NL253 Lion’s City Hybrid dla Białegostoku

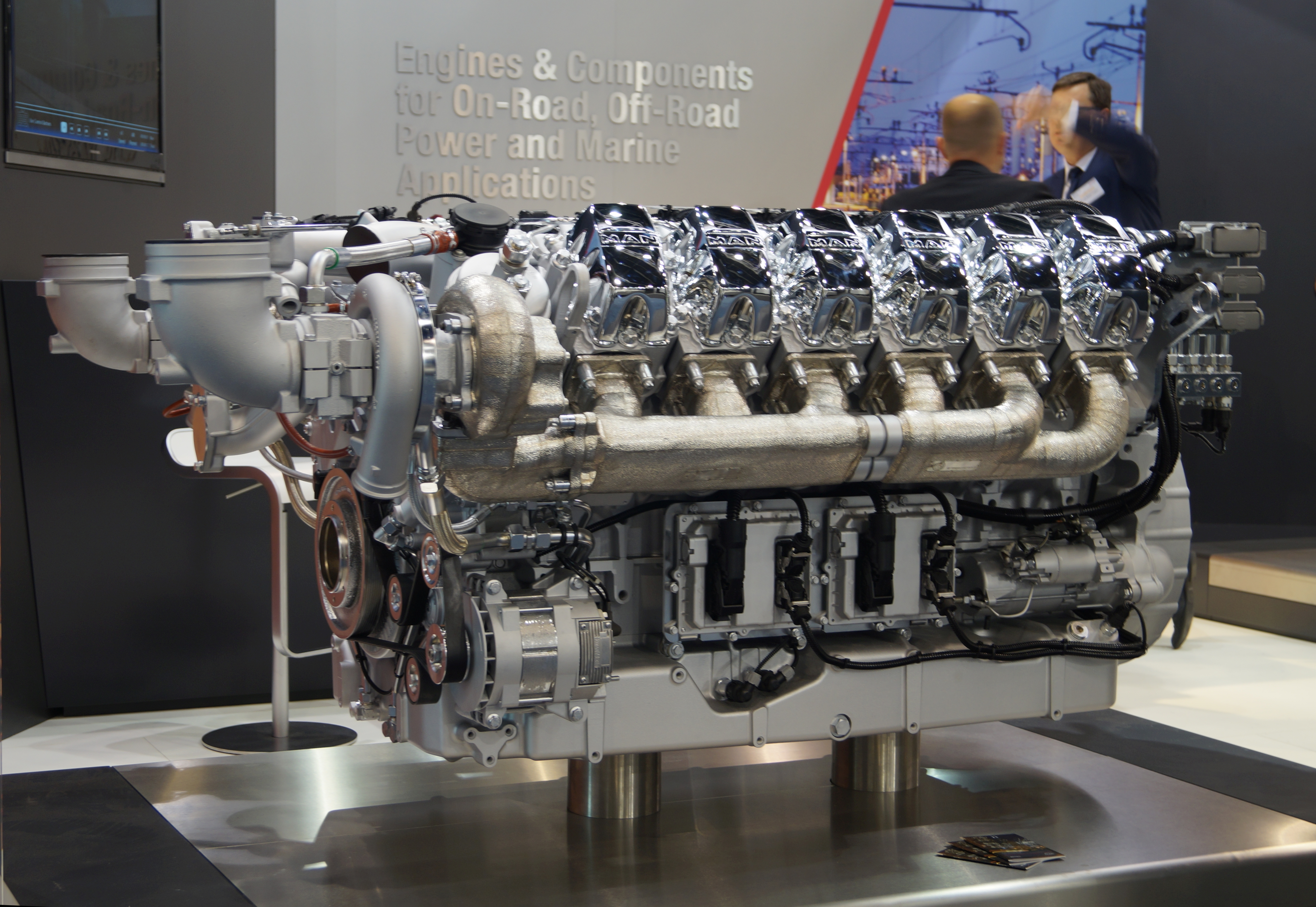
Silnik prezentowany na targach Trako 2015

W Polsce koncern MAN działa obecnie przez cztery spółki zależne, w tym dwie produkcyjne. MAN Truck & Bus Polska w Wolicy (dawniej MAN-STAR Trucks) zajmuje się sprzedażą pojazdów oraz serwisem. MAN Bus w Starachowicach (dawniej MAN STAR Trucks & Buses w Sadach) zajmuje się produkcją autobusów miejskich, a MAN Trucks w Niepołomicach produkcją samochodów ciężarowych klasy ciężkiej. Ponadto MAN Accounting Center w Poznaniu zajmujące się obsługą księgową większości koncernu na całym świecie.
- W Starachowicach mieszczą się należące do MAN SE zakłady MAN Bus Sp. z o.o. (do 2009 MAN STAR Trucks & Buses), na bazie zakupionej dawnej Fabryki Samochodów Ciężarowych „Star”, produkujące komponenty do samochodów ciężarowych i autobusów oraz całe szkielety autobusów miejskich;
- W miejscowości Sady pod Poznaniem zlokalizowana była fabryka autobusów i siedziba spółki MAN Bus Sp. z o.o. (do 2009 MAN STAR Trucks & Buses), produkująca od 1998 roku głównie pojazdy miejskie przeznaczone na eksport, zamknięta w 2016 roku;
- W miejscowości Białężyce koło Wrześni (Wielkopolska) zlokalizowana jest nowa fabryka samochodów dostawczych (od 2016 r.), produkująca nowoczesny samochód MAN TGE o DMC od 3 do 5,5 t.
- 4 października 2007 otwarto w podkrakowskich Niepołomicach fabrykę samochodów ciężarowych koncernu MAN MAN Trucks, która docelowo ma produkować 15 tys. pojazdów rocznie na jednej zmianie. Zatrudnienie sięgało około 650 osób, następnie na skutek kryzysu uległo zmniejszeniu;
- W miejscowości Wolica w okolicy Janek na przedmieściach Warszawy ma siedzibę spółka MAN Truck & Bus Polska sp. z o.o. (do 2009 roku nosząca nazwę MAN-STAR Trucks)[5]. MTB PL (nazwa w skrócie) dystrybuuje na terenie Polski pojazdy marki MAN, oryginalne części zamienne oraz świadczy usługi serwisowe. MTB PL dysponuje 7 własnymi TC MAN (Truck Center MAN) zlokalizowanymi w miejscowościach: Wolica (na zachód od Warszawy), Małopole (na wschód od Warszawy), Modlnica (ok. Krakowa), Czeladź (województwo śląskie), Nowa Wieś Wrocławska (ok. Wrocław-Bielany), Tarnowo Podgórne (ok. Poznań-Sady). Oprócz 7 własnych TC MAN sieć serwisowa MAN w Polsce opiera się na 23 serwisach SP (Service Partner) MAN znajdujących się na terenie całej Polski. Wszystkie serwisy MAN mają dostęp do dokumentacji technicznej producenta, oryginalnych części zamiennych i świadczą usługi gwarancyjne i pogwarancyjne. 100% udziałów MTB PL należy obecnie do spółki MAN Finance and Holding SA[5]. Przy każdym z 7 TC MAN jest również prowadzona sprzedaż pojazdów używanych.

## Autobusy MAN
Koncern MAN SE jest dużym producentem autobusów, produkowanych w Niemczech, Turcji i Polsce. W 2000 roku przejął spółkę Gottlob Auwärter GmbH, zmieniając jej nazwę na Neoplan Bus GmbH i łącząc ze swoim działem autobusowym w grupę Neoman. Spółka Gottlob Auwärter posiadała wówczas 30% akcji spółki Neoplan Polska Sp. z o.o. We wrześniu 2001 roku, po odkupieniu tych akcji przez rodzinę Olszewskich, następcą spółki „Neoplan Polska” została spółka Solaris Bus & Coach Sp. z o.o.

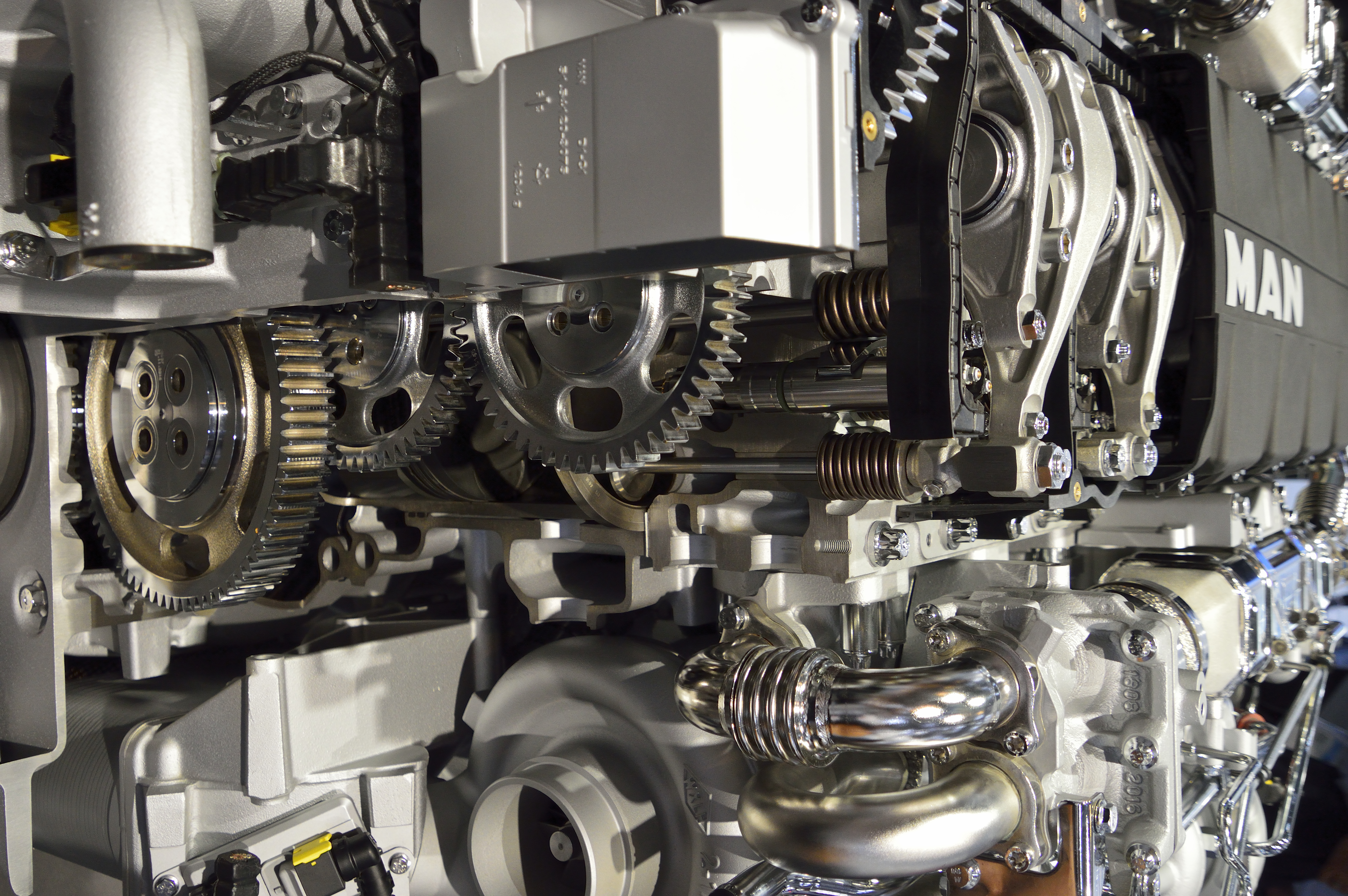
Sześciocylindrowy silnik ciężarówki MAN DF 3876 LF; silnik rzędowy Euro 6 (2018)

## Obecne produkty
Autobusy miejskie:
- MAN Lion’s City
- MAN Lion’s City G
- MAN Lion’s City E

Autobusy międzymiastowe i turystyczne:
- MAN Lion’s Coach
- MAN Lion’s Top Coach
- MAN Lion’s Intercity
- MAN Lion’s Intercity LE

Ciężarówki:
- MAN TGL – Truck of the Year 2006
- MAN TGM(inne języki)
- MAN TGS(inne języki) – Truck of the Year 2008 (razem z TGX)
- MAN TGX – Truck of the Year 2008
- MAN TGX V8 – Truck of the Year 2008

Samochody dostawcze:
- MAN TGE

## Modele historyczne
Autobusy miejskie:
- MAN NG 232 CNG
- MAN NG 262
- MAN NG 263
- MAN NG 272
- MAN NG 273
- MAN NG 282
- MAN NG 312
- MAN NG 313
- MAN NL 202
- MAN NL 222
- MAN NL 223
- MAN NL 243
- MAN NL 262
- MAN NL 263
- MAN NL 283
- MAN NL 312
- MAN NL 313
- MAN NL 313-15
- MAN NM 222
- MAN NM 223
- MAN NM 223.3
- MAN NÜ 312
- MAN NÜ xx3
- MAN SD 202
- MAN SG 192
- MAN SG xx2
- MAN SL 192(inne języki)
- MAN SL 200
- MAN SL 202
- MAN Lion’s City T
- MAN Lion’s City Single
- MAN Lion’s Classic
- MAN Lion’s Classic G
- MAN Lion’s Classic U
- MAN Lion’s City DD
- MAN Lion’s City GL(inne języki)
- MAN Lion’s City GLX
- MAN Lion’s City LL
- MAN Lion’s City LE
- MAN Lion’s City M

Autobusy międzymiastowe i turystyczne:
- MAN FRH 352 Lion’s Star
- MAN FRH 353 Lion’s Coach
- MAN FRH 362
- MAN FRH 402 Lion’s Top Coach
- MAN R 292
- MAN SÜ 242
- MAN ÜL xx2
- MAN ÜL xx3
- MAN Lion’s Regio
- MAN Lion’s Regio L
- MAN Lion’s Star(inne języki)
- MAN Lion’s Top Star

Ciężarówki:
- MAN 19.280 – Truck of the Year 1978
- MAN 19.321 – Truck of the Year 1980
- MAN 19.372/422
- MAN 19.502
- MAN F90 – Truck of the Year 1987
- MAN F2000 – Truck of the Year 1995
- MAN L90
- MAN L2000(inne języki)
- MAN M90
- MAN M2000(inne języki)
- MAN-VW G90
- MAN TGA – Truck of the Year 2001
- MAN TGA LE
- MAN TGA WW

Czołgi:
- PzKpfw III – w wersji Ausf. H
- PzKpfw V Panther – 40% całej produkcji

## Pojazdy szynowe MAN
- MAN B4
- MAN T4
- MAN Tw
- N8S-NF
- VT628
- VT627